# Acacia auriculaeformis
Acacia auriculaeformis é uma espécie de leguminosa do gênero Acacia, pertencente à família Fabaceae.